# 세이루카 가든
세이루카 가든(일본어: 聖路加ガーデン)는 일본 도쿄에 위치한 마천루다.

## 같이 보기
- 일본의 마천루 목록
- 도쿄도의 마천루 목록